# Бедяна
Бедяна (рум. Bădeana) — село у повіті Васлуй в Румунії. Входить до складу комуни Тутова.
Село розташоване на відстані 224 км на північний схід від Бухареста, 53 км на південь від Васлуя, 110 км на південь від Ясс, 88 км на північ від Галаца.

## Населення
За даними перепису населення 2002 року у селі проживали 1318 осіб, усі — румуни. Усі жителі села рідною мовою назвали румунську.